# Brietkogel
De Brietkogel is een berg in de deelstaat Salzburg, Oostenrijk. De berg heeft een hoogte van 2.316 meter.
De Brietkogel is onderdeel van het Tennengebergte.